# Canons Park (Metropolitano de Londres)
Canons Park é uma estação do Metrô de Londres em Canons Park, no borough londrino de Harrow, noroeste de Londres. Ela fica na Jubilee line, entre as estações Stanmore e Queensbury e fica na Zona 5 do Travelcard.

## História
A estação foi inaugurada em 10 de dezembro de 1932 pela Metropolitan Railway (MR) na extensão da MR de Wembley Park para Stanmore. A estação foi originalmente chamada de Canons Park (Edgware) embora o sufixo tenha sido retirado no ano seguinte. Em 20 de novembro de 1939, os serviços no ramal Stanmore foram transferidos para a linha Bakerloo e, em 1 de maio de 1979, foram transferidos novamente para a linha Jubilee.